# Federico Navarrete (historiador)
Federico Navarrete Linares (29 de octubre de 1964, Ciudad de México) es un historiador, antropólogo e investigador mexicano especialista en temas de historia de Mesoamérica, la conquista de México y racismo en México.

## Trayectoria
Obtuvo el doctorado en Estudios Mesoamericanos en la Facultad de Filosofía y Letras de la UNAM. Es investigador del Instituto de Investigaciones Históricas y miembro del Sistema Nacional de Investigadores. También ha impartido clases y coordinado seminarios en las mismas instituciones. En el 2019 publicó la plataforma "Noticonquista", proyecto que narra y analiza día a día la conquista de México a través de Twitter.

## Obras
Entre los libros que ha escrito se encuentran:
- Historia de la venida de los mexicanos y otros pueblos e historia de la conquista, (estudio y traducción de la crónica de Cristóbal del Castillo) 1991
- La vida cotidiana en tiempos de los mayas, 1996
- La migración de los mexicas, 1998
- La conquista de México, 2000 y 2001
- Las relaciones interétnicas en México, 2004
- Los pueblos indígenas del México contemporáneo, 2008
- Los orígenes de los pueblos indígenas del valle de México. Los altépetl y sus historias, 2011
- Hacia otra historia de América, 2015
- México Racista: una denuncia, 2016
- Alfabeto del racismo mexicano, 2017

Ha publicado diversos artículos académicos y de divulgación en publicaciones como Letras Libres y Horizontal, tales como "Alfabeto Racista Mexicano". Algunos de sus estudios más críticos los encontramos en la afamada revista Estudios de Cultura Náhuatl, editados por la UNAM, entre los que se encuentran:
- Las fuentes indígenas más allá de la dicotomía entre historia y mito; volumen 30, 1999.
- Chichimecas y toltecas en el valle de México; volumen 42, 2011.
- Más allá de la cosmovisión y el mito. Una propuesta de renovación conceptual; volumen 56, 2018.

Ha desarrollado y aplicado el concepto de los "cronotopos" a partir de la ideas literarias de Mikhail Bakhtin, inicialmente en dos artículos desde la revista Res. Aesthetics and Anthropology:
- The path from Aztlan to Mexico, on visual narration in Mesoamerican codices. Vol. 37, 2000
- The Hidden Codes of the Codex Azcatitlan. Vol. 45, 2004

En 1998 publicó la novela histórica Huesos de Lagartija.